# 第3次ソウルの戦い
第3次ソウルの戦い（だいさんじソウルのたたかい）は、朝鮮戦争において1950年12月31日から1951年1月7日まで、韓国の首都ソウルで行われた戦いである。
中国人民志願軍が清川江の戦いで勝利し、国連軍司令部は朝鮮半島からの撤退を熟慮し始めた。毛沢東は中国人民志願軍に対して38度線を越えて国連軍を韓国から撤退させるために圧力をかけるように命じた。
1950年12月31日、中国人民志願軍の第13軍は、38度線に沿って韓国軍の第1師団、第2師団、第5師団、第6師団を攻撃し、その途上で臨津江、漢灘江、加平郡、春川で国連軍の防衛を突破した。防衛軍を中国人民志願軍の攻勢から守るべく、マシュー・リッジウェイ中将率いるアメリカ第8軍は1951年1月3日にソウルから撤退した。
この戦いが終わる頃には中国人民志願軍がソウルを占領したが、中国人民志願軍の韓国侵攻により、国連軍の韓国への支援が活発化し、すぐに国連軍司令部は撤退案を放棄した。同時に、侵攻開始から止まることなく数ヶ月間も戦いが続いて、中国人民志願軍が消耗し、国連軍が朝鮮半島における主導権を取り戻すことができた。

## 背景

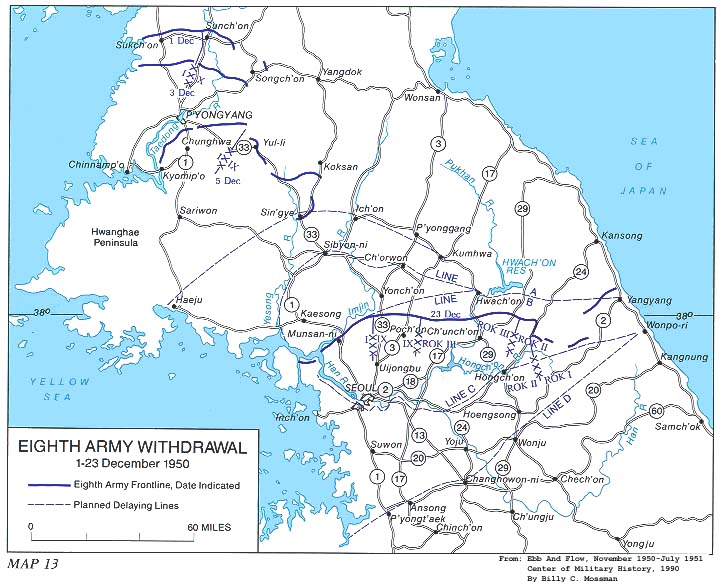
アメリカ第8軍の撤退

1950年後半に人民志願軍が朝鮮戦争に介入すると、新たな局面になった。国連軍が北朝鮮に侵攻すると、北朝鮮が国連軍に占領されないように、人民志願軍は12月25日に北朝鮮に入り、中朝国境付近で国連軍に対して抗米援朝第二次戦役を仕掛けた。清川江の戦い、長津湖の戦いを経て、国連軍は1950年12月中に北朝鮮から撤退させられ、人民志願軍と北朝鮮軍は北朝鮮のほとんどを奪還した。朝鮮半島の西部戦線では、アメリカ第8軍が清川江で大敗を喫した後に、臨津江まで後退して、ソウル付近で防衛拠点を設置した。第8軍は可能な限りソウルを保持するように命じられたものの、国連軍司令官ダグラス・マッカーサーは国連軍が圧倒された時に備えて釜山橋頭堡まで撤退することを計画していた。第8軍司令官ウォルトン・ウォーカーが12月23日に交通事故で亡くなり、リッジウェイが12月26日に後任の司令官に任命された。国連では、アメリカと中国との間の対立が拡大しないように、1950年12月11日、38度線に沿った停戦が中国に提案された。
人民志願軍は初期の戦いで弱体化し、40%が無力化されたものの、国連軍に対する予期せぬ勝利により、中国指導部は人民志願軍の無敵さを確信した。人民志願軍が第8軍に勝利してすぐに、毛沢東は北朝鮮主席の金日成の要請に応じて国連軍に対するさらなる攻勢を検討し始めた。また、毛沢東はマッカーサーの計画や国連の停戦案を知ると、国連軍の朝鮮半島からの撤退が差し迫っていると信じていた。中国の兵站が延びすぎていたために韓国への総攻撃ができないでいたが、毛沢東は依然として人民志願軍に対して第三次戦役と総称された侵攻作戦を行い、国連軍の撤退を早め、朝鮮半島における完勝を望む中国の要望を満たすように命じた。1950年12月23日、中国の外交部長の周恩来は国連の停戦案を拒否して国連軍全軍の朝鮮半島からの撤退を求めた。

## 前触れ

### 場所、地形と天気
ソウルは韓国の首都であり、漢江で大まかに南北に分かれ、38度線からは35マイル（56キロメートル）の位置にある。ソウルの戦いは、朝鮮半島の西岸の臨津江の河口から中央の春川まで水平に延びる38度線の国連軍の防衛として行われた。国道33号線は漢灘江で38度線を南下して議政府市を通過し、最終的にソウルに至る道路であり、古代でソウル侵攻に使われた道だった。他の道路は臨津江を渡り、文山と高陽市を通過してソウルと開城特別市をつなぐ。最後に、1本の道路が春川を通過して北東部からソウルまで繋がっている。韓国の厳冬において、最低気温が−20 °C（−4 °F）ほどであり、ほぼすべての渡河地点で臨津江と漢灘江が凍り、中国軍を攻撃する際の大きな障害がなくなっていた。

### 軍と戦略
1950年12月22日頃には、アメリカ第8軍の戦線は38度線付近で安定していた。ウォーカーは、亡くなるわずか数日前まで、アメリカ軍の第1軍団、第9軍団、韓国軍の第3軍団をソウルを守るために38度線に沿って配置していた。アメリカ軍の第1軍団、第9軍団はそれぞれ臨津江、漢灘江を守ることになっており、韓国軍の第3軍団は春川周辺地域を守ることになっていた。第1軍団、第9軍団の境界は国道3号により示され、西側の韓国軍第1歩兵師団、東側の第6師団により守られた。
1950年の年末には、韓国軍の死傷者がおよそ45,000人になっていたので、ほとんどの部隊がほとんど訓練を受けていない新兵で構成されていた。戦端が開かれる前のわずか数日前に戦線を調べた後に、アメリカ陸軍参謀総長ジョーゼフ・ロートン・コリンズは、韓国軍のフォーメーションが前哨任務にしか適していないと結論付けた。同時に、第8軍は早期の敗北のせいで士気が低下しており、ほとんどの兵が朝鮮半島からの撤退を期待していた。第8軍において、中国軍と戦い接触を保つ意思の欠如が、人民志願軍の行動と意図に関する情報の欠如につながった。12月27日に戦線を調べた後に、リッジウェイは第1軍団、第9軍団に対して高陽市周辺から議政府市までBridgehead Lineと呼ばれる新たな防衛線を構築し、万が一国連軍がソウルに撤退させられる場合は漢江の渡河をカバーするように命じた。
しかし、人民志願軍もまた、勝利した後に戦術的な問題と消耗に苦しんでいた。12月7日、第三次戦役に反論する中で、人民志願軍司令官の彭徳懐は、毛沢東に「人民志願軍において死傷者を交代させるのに数ヶ月間はかかり、部隊のほとんどが再補給と休息、再編を緊急に必要としている」と書いた電報を送った。また、民衆が軍に供給する人民戦争理論に基づいた中国の兵站システムは、無関心と対立、38度線付近の人々により、困難になった。当時の人民志願軍は飢餓と冬服の不足に苦しんでいた。
部隊の状態に対する彭徳懐の懸念を受けて、毛沢東は第三次戦役の範囲を制限し、韓国軍を38度線付近に釘付けにして、可能な限り大きな損害を与えることにした。国連軍の部隊が韓国軍のフォーメーションの間に散在せず、支援できないことを知り、毛沢東は人民解放軍第13軍に対して、韓国軍の第1歩兵師団、第6歩兵師団、第3軍団を壊滅させるように命じた。毛沢東の命令で、彭徳懐は第38集団軍、第39集団軍、第40集団軍、第50集団軍を韓国軍の第1歩兵師団、第6歩兵師団の前に配置し、第42集団軍、第66集団軍を第3軍団の区域に移動させた。攻勢の開始日は、満月下で夜襲するため、また祝日で国連軍兵士の警戒度が低下することが予想されるので、12月31日に設定された。同様の理由で、リッジウェイは12月31日に中国の攻勢が起こる可能性が高いと予測していた。38度線で韓国軍を壊滅させるとその後の国連軍の反抗が不可能になると信じていたので、毛沢東は戦いが終わるまでに、休息と再編のために中国軍のすべての部隊を前線から引き離すことを約束した。

## 余波
国連軍の死傷者は少なかったが、第3次ソウルの戦いでは中国が成功を収め、国連軍の士気は最低まで落ちた。また、リッジウェイは第8軍の実績に大いに不満を抱え、国連軍の士気と戦意を戻すために緊急措置を行った。リッジウェイが第8軍を率いている頃、マッカーサーは韓国を保持するための国連軍の能力への信頼を取り戻し始め、1月17日、国連軍の撤退案は破棄された。
その間、国連では、最初、中国軍の侵攻にどのように対処するかでアメリカと国連の加盟国との間で意見が分かれていたが、中国が国連の停戦案を拒否したことで、すぐに加盟国がアメリカ側に集まり、中国を侵略者として非難する国連の決議案が2月1日に可決された。歴史家ベヴィン・アレクサンダーの意見では、中国が国連の停戦案を拒否したことで、初期の軍事的な成功で得られた国際的な威信に傷が付き、後に、中国の国連加盟、アメリカの台湾支持の反対のいずれも行うことが困難になったとされる。最終的に38度線で終わった朝鮮戦争は国連軍が朝鮮半島から撤退するという中国の要求が満たされなかったので、さらに血生臭い2年間が続くこととなった。
勝利にもかかわらず、絶え間ない戦いで人民志願軍が消耗していた。副司令官の韓先楚は、彭徳懐に対して、戦闘の死傷者はわずか8,500人だったが、第三次戦役中に乏しい兵站と消耗により中国軍の中枢が犠牲になったと報告した。人民志願軍と北朝鮮軍の補給線に対して1950年12月15日に行われたアメリカ極東空軍の第4阻止作戦により、人民志願軍は南への侵攻を維持することができなかった。国連軍がすっかり士気を落とされ、反撃できないと信じていたので、最終的に毛沢東は人民志願軍に2ヶ月から3ヶ月の休息を許し、彭徳懐と他の司令官は1951年春の決戦の計画を立てていた。中国軍の司令官の不意を突く形で、リッジウェイと第8軍はすぐにサンダーボルト作戦（1951年1月25日）で人民志願軍に反撃した。